# Pygmalion z Týru
Pygmalión z Týru (2. pád Pygmalióna) byl bájný král fénického města Týros, bratr zakladatelky Kartága Dídony. Vládl v letech  831 – 785 př. n. l.

## Život
Pygmalión byl synem tyrského krále Mutta (známého také jako Muttoial nebo Belus II.). Po jeho smrti měl vládnout spolu se svou sestrou Dídonou. Jejím manželem byl zámožný kněz Sychaeus. Pygmalión Sychaea zavraždil, aby se zmocnil jeho pokladů. Dídó ale s poklady uprchla a založila město Kartágo.